# Gaylor Curier
Pour les articles homonymes, voir Curier.
Gaylor Curier, né le 4 février 1992 à Massy dans l'Essonne, est un joueur français de basket-ball. Il évolue au poste d'arrière.

## Biographie
Le 2 juin 2013, il signe son premier contrat professionnel à Limoges. Très heureux de signer ce contrat, il doit toutefois se faire opérer de sa cheville droite pour enlever des morceaux de cartilage.
Le 15 juin 2014, il signe à Angers.
Le 5 juin 2015, il signe à Souffelweyersheim.
Le 20 juillet 2016, il signe à Rouen.
Le 16 juillet 2021, Gaylor Curier signe à la SIG Strasbourg pour la saison 2021-2022.
Le 7 juillet 2023, il s'engage avec l’Élan béarnais pour deux saisons, soit jusqu’en 2025.

## Palmarès
- Champion de France 2014